# 28 юли
28 юли е 209-ият ден в годината според григорианския календар (210-и през високосна година). Остават 156 дни до края на годината.

## Събития
- 1330 г. – В Битката при Велбъжд цар Михаил III Шишман търпи поражение от сръбската войска. Начело на 300 каталани, Стефан Душан разгромява царската татарска гвардия, а Михаил Шишман умира три дни по-късно (31 юли 1330) от раните си и в плен.
- 1402 г. – В Битката при Ангора (дн. Анкара) Тимур разгромява завоевателя на Търново Баязид I и го взима в плен.
- 1402 г. – Започва Османско междуцарствие.
- 1540 г. – Томас Кромуел е обезглавен със заповед на крал Хенри VIII по обвинение в измяна; в същия ден кралят се венчава с петата си жена – Катрин Хауърд.
- 1609 г. – На Бермудските острови се установяват първите заселници от Англия.
- 1794 г. – Максимилиан Робеспиер, един от лидерите на Френската революция, е екзекутиран с гилотина в Париж.
- 1821 г. – Хосе де Сан Мартин декларира независимостта на Перу от Испания.
- 1851 г. – За първи път е фотографирано слънчево затъмнение в обсерваторията в Кьонигсберг от Йохан Берковски.
- 1868 г. – В САЩ влиза в сила 14-ата поправка на Конституцията, която дава определение на американското гражданство.
- 1879 г. – Излиза първият брой на Държавен вестник.
- 1913 г. – Сключен е Букурещкият мирен договор, с който приключва Междусъюзническата война от 1913 г.

- 1914 г. – Първата световна война: Австро-Унгария обявява война на Сърбия точно един месец след убийството на австро-унгарския престолонаследник Франц Фердинанд в Сараево, което е начало на войната.
- 1942 г. – Втората световна война: Съветският ръководител Сталин подписва известния Указ №227, съгласно който всяко отстъпление от позицията се наказва с разстрел.
- 1943 г. – Втората световна война: В рамките на Операция Гомора Британската авиация извършва масирана бомбардировка над Хамбург, по време на която загиват 42 хил. цивилни граждани.
- 1945 г. – При сблъсък на американски бомбардировач B-25 в една от най-високите сгради на Ню Йорк – Емпайър Стейт Билдинг – загиват 14 души и са ранени 26 души.
- 1962 г. – На заседание на Германския футболен съюз на в Дортмунд е въведена Първа Бундеслига
- 1968 г. – Открит е Деветият световен фестивал на младежта и студентите в София, България, който се провежда до 6 август.
- 1976 г. – Таншанското земетресение, което изравнява със земята град Таншан в Китайската народна република, взима 242 769 жертви и ранява 164 851 души, и става най-смъртоносното природно бедствие на 20. век.
- 1984 г. – Открити са Летните олимпийски игри в Лос Анджелис, САЩ.
- 1986 г. – Михаил Горбачов обявява началото на изтеглянето на съветските войски от Афганистан.
- 1991 г. – Провежда се 39-ото състезание за Голямата награда на Германия и девети кръг от сезон 1991 във Формула 1.
- 1995 г. – Провежда се единадесети кръг от сезон 1995 във Формула 1 – Голяма награда на Германия.
- 1998 г. – Провежда се 48-ото състезание за Голямата награда на Франция и осми кръг от сезон 1998 във Формула 1.
- 2000 г. – Направени са значителни промени в 4-тото правителство на Македония.
- 2002 г. – Провежда се 50-ото състезание за Голямата награда на Германия и дванадесети кръг от сезон 2002 във Формула 1,
- 2005 г. – Ирландската републиканска армия (ИРА) официално обявява пълно и окончателно прекратяване на въоръжените действия срещу британската власт в Северна Ирландия.
- 2010 г. – Самолетът при полет 202 на „Еърблу“ се разбива в хълмовете Маргала северно от Исламабад, Пакистан и убива всички 152 души на борда. Това е най-смъртоносният авиационен инцидент в историята на Пакистан и първият с „Еърбъс А321“.

## Родени
- 1165 г. – Ибн Араби, арабски суфи-мистик († 1240 г.)
- 1458 г. – Якопо Санадзаро, италиански поет, хуманист и епиграмист († 1530)
- 1609 г. – Юдит Лейстер, холандска художничка († 1660)
- 1635 г. – Робърт Хук, английски физик и химик († 1703)
- 1645 г. – Маргарита Луиза Орлеанска, френска принцеса († 1721)
- 1746 г. – Томас Хейуърд – младши, американски съдия и политик († 1809)
- 1750 г. – Фабр д'Еглантин, френски актьор, драматург и политик († 1794)
- 1790 г. – Иван Липранди, руски генерал-майор († 1880 г.)
- 1804 г. – Лудвиг Фойербах, германски философ († 1872 г.)
- 1806 г. – Александър Иванов, руски художник († 1858 г.)
- 1812 г. – Юзеф Крашевски, полски писател († 1887 г.)
- 1816 г. – Стефан Дуньов, първият български полковник († 1889 г.)
- 1820 г. – Фьодор Радецки, руски генерал († 1890 г.)
- 1828 г. – Йосиф Гурко, руски генерал († 1901 г.)
- 1851 г. – Теодор Липс, германски философ († 1914 г.)
- 1866 г. – Беатрикс Потър, английска писателка († 1943 г.)
- 1871 г.
  - Сергей Булгаков, руски философ († 1944 г.)
  - Едуард Хичман, австрийски психоаналитик († 1957 г.)
  - Ралф Нелсън Елиът, американски икономист († 1948 г.)
- 1874 г. – Ернст Касирер, германски философ († 1945 г.)
- 1877 г. – Васил Коларов, министър-председател на България († 1950 г.)
- 1887 г. 
  - Марсел Дюшан, френски художник († 1968 г.)
  - Тецу Катаяма, министър-председател на Япония († 1978 г.)
- 1896 г. – Димитър Цолов, български архитект, професор, член-кореспондент на БАН († 1970 г.)
- 1898 г. – Исидор Айзък Раби, американски физик, Нобелов лауреат през 1944 г. († 1988 г.)
- 1902 г. – Карл Попър, британски философ († 1994 г.)
- 1904 г. – Павел Черенков, руски физик, Нобелов лауреат през 1958 г. († 1990 г.)
- 1909 г. – Малкълм Лоури, английски писател († 1957 г.)
- 1915 г. 
  - Чарлз Хард Таунс, американски физик, Нобелов лауреат († 2015 г.)
  - Екатерина Ванкова, българска певица, изпълнителка на стари градски песни († 1976 г.)
- 1923 г. – Владимир Басов, руски режисьор († 1987 г.)
- 1924 г. – Георги Раданов, български актьор († 1991 г.)
- 1925 г. 
  - Андрей Букурещлиев, български композитор († 1997 г.)
  - Хуан Скиафино, уругвайски футболист († 2008 г.)
- 1927 г. – Джон Ашбъри, американски поет († 2017 г.)
- 1929 г. – Жаклин Кенеди Онасис, първа дама на САЩ († 1994 г.)
- 1935 г. – Владимир Башев, български поет († 1967 г.)
- 1937 г. – Франсис Вебер, френски сценарист и режисьор
- 1938 г.
  - Алберто Фухимори, президент на Перу († 2024 г.)
  - Арсен Дедич, хърватски композитор, певец, музикант и поет († 2015 г.)
- 1941 г. – Колин Хигинс, американски сценарист, продуцент и режисьор († 1988 г.)
- 1943 г. 
  - Ричард Райт, британски рок музикант (Пинк Флойд) († 2008 г.)
  - Мери Лин Бакстър, американска писателка на бестселъри
- 1946 г. 
  - Иванка Гръбчева, български режисьор († 2013 г.)
  - Илия Филипче, политик от Република Македония
- 1951 г. – Сантяго Калатрава, испански архитект
- 1952 г. – Константин Андреев, български дипломат († 2023 г.)
- 1954 г. 
  - Стийв Морз, американски китарист
  - Уго Чавес, президент на Венецуела († 2013 г.)
- 1961 г. – Яник Далмас, френски пилот от Формула 1
- 1966 г. 
  - Илия Балинов, български и австрийски шахматист
  - Мигел Анхел Надал, испански футболист
- 1971 г. 
  - Дрю Карпишин, канадски писател и сценарист
  - Иан МакКълох, английски играч на снукър
- 1976 г. – Ина, българска попфолк певица
- 1977 г. 
  - Андрей Рунчев, български политик и икономист
  - Искрен Маринов, български автомобилен състезател
- 1982 г. – Кейн Веласкес, американски MMA борец
- 1985 г. – Матийо Дебюши, френски футболист
- 1987 г. 
  - Арман Пашикян, арменски шахматист
  - Педро Ледесма, испански футболист
- 1993 г.
  - Хари Кейн, английски футболист
  - Шер Лойд, английска певица и автор на песни

## Починали
- 199 г. – папа Виктор I (* 2 век)
- 450 г. – Теодосий II, византийски император (* 401 г.)
- 631 г. – Атанасий I Гамоло, сирийски православен патриарх на Антиохия
- 938 г. – Танкмар, полубрат на Ото I (загинал по време на обсадата на Ересбург) (* ок. 908 г.)
- 942 г. – Ши Дзинтанг, император на по-късен Джин (* 892)
- 1057 г. – папа Виктор II (* 1018)
- 1128 г. – Вилхелм I Клитон, херцог на Фландрия (* 1102)
- 1285 г. – Керан, кралица на Армения (* преди 1262 г.)
- 1330 г. – Михаил III Шишман Асен, цар на България (* XIII век)
- 1345 г. – Санча Майоркска, кралица регент на Неапол (* ок. 1285 г.)
- 1458 г. – Йоан II, крал на Кипър и Армения (* 1418)
- 1527 г. – Родриго де Бастидас, испански изследовател, основава град Санта Марта (* 1460)
- 1540 г. – Томас Кромуел, английски държавник – реформатор и диктатор (* 1485 г.)
- 1655 г. – Сирано дьо Бержерак, френски драматург (* 1619 г.)
- 1741 г. – Антонио Вивалди, италиански композитор (* 1678 г.)
- 1750 г. – Йохан Себастиан Бах, германски композитор (* 1685 г.)
- 1794 г. 
  - Максимилиан Робеспиер, водач на Френската революция (* 1758 г.)
  - Сен Жюст, френски революционер (* 1767 г.)
- 1802 г. – Джузепе Сарти италиански композитор, диригент и педагог (* 1729 г.)
- 1818 г. – Гаспар Монж, френски геометър и общественик (* 1746 г.)
- 1842 г. – Клеменс Брентано, германски поет (* 1778 г.)
- 1898 г. – Василий Аргамаков, руски офицер (* 1840 г.)
- 1923 г. – Найчо Цанов, български политик (* 1857 г.)
- 1927 г. – Никола Минцев, български революционер (* 1880 г.)
- 1928 г. – Пандо Струмишки, български революционер (* 1898 г.)
- 1934 г. – Мари Дреслър, канадска актриса (* 1868 г.)
- 1954 г. – Шарл Одие, швейцарски психоаналитик (* 1886 г.)
- 1960 г. – Етел Лилиан Войнич, британска писателка (* 1864 г.)
- 1964 г. – Христо Филипов, български революционер (* 1880 г.)
- 1968 г. – Ото Хан, германски химик, Нобелов лауреат (* 1879 г.)
- 1980 г. – Димо Казасов, български политик (* 1886 г.)
- 1998 г. – Збигнев Херберт, полски поет (* 1924 г.)
- 1999 г. – Артър Шолоу, американски физик, Нобелов лауреат (* 1921 г.)
- 2004 г. – Франсис Крик, британски физик и биохимик, Нобелов лауреат (* 1916 г.)
- 2006 г. – Дейвид Гемел, британски писател (* 1948 г.)
- 2011 г. – Абдул Фатах Юнис, либийски генерал (* 1944)
- 2013 г.
  - Рита Рейс, нидерландска джаз певица (* 1924)
  - Айлийн Бренън, американска актриса и певица (* 1932)
  - Мустафа Адриси, угандийски генерал и политик, 3-ти вицепрезидент на Уганда (* 1922 г.)
- 2014 г.
  - Алекс Форбс, шотландски футболист и футболен мениджър (* 1925)
  - Алекбер Мемедов, азербайджански футболист и футболен мениджър (* 1930)
- 2015 г.
  - Ян Кулчик, полски бизнесмен (* 1950)
  - Едуард Натапей, шести министър-председател на Вануату (* 1954)
- 2016 г.
  - Емил Зинсу, бенински политик (* 1918)
  - Махасвета Деви, индийски бенгалски фантаст и социално-политически активист (* 1926)
- 2021 г. – Дъсти Хил, американски музикант (* 1949)

## Празници
- Перу – Ден на независимостта (1821 г., от Испания, национален празник)
- Сан Марино – Ден на победата над фашизма (1943 г.)